# Anta da Herdade das Cabeças
Die Anta da Herdade das Cabeças (auch Anta das Cabeças 1 genannt) ist ein ungewöhnliches Beispiel einer Megalithanlage vom Typ Anta. Sie liegt nördlich von Évora im Distrikt Évora in der Provinz Alto Alentejo in Portugal. Anta ist die portugiesische Bezeichnung für etwa 5000 Megalithanlagen oder Dolmen, die während des Neolithikums im Westen der Iberischen Halbinsel von den Nachfolgern der Cardial- oder Impressokultur errichtet wurden.

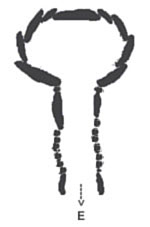
Grundriss „breitkammerige“ Anta

Im Gegensatz zum üblichen Aufbau dieses Dolmentyps mit Gang, ist hier der Übergang zwischen der hohen Kammer und dem Gang unklar. Der anfangs enge und niedrige Gang erweitert sich schnell trichterförmig und erhöht sich und bildet so eine große, für Anlagen dieses Typs völlig unübliche Vorkammer, die nur auf der rechten Seite den Zugang zur eigentlichen Kammer, einer so genannten Breitkammer ermöglicht. Der Rest wird durch einen Pfeiler und eine aufgestellte, an den Pfeiler gelehnte dünne Platte, versperrt. Diese Konfiguration wiederholt sich nur bei der Anlage „Vale de Rodrigo 3“. Der einzige Deckstein der Kammer wird durch den breiten Stirnstein, mehrere Tragsteine und auf der Vorkammerseite mittig durch den Pfeiler gestützt. Die einiger Steine beraubte Anlage besteht noch aus mehr als 16 teilweise gespaltenen Trag- und insgesamt sieben (nahezu vollständigen) Decksteinen.
Bei der Ausgrabung in den 1940er Jahren durch Georg Leisner wurde festgestellt, dass das Denkmal während Römerzeit ausgeplündert worden war.